# Doosniveau

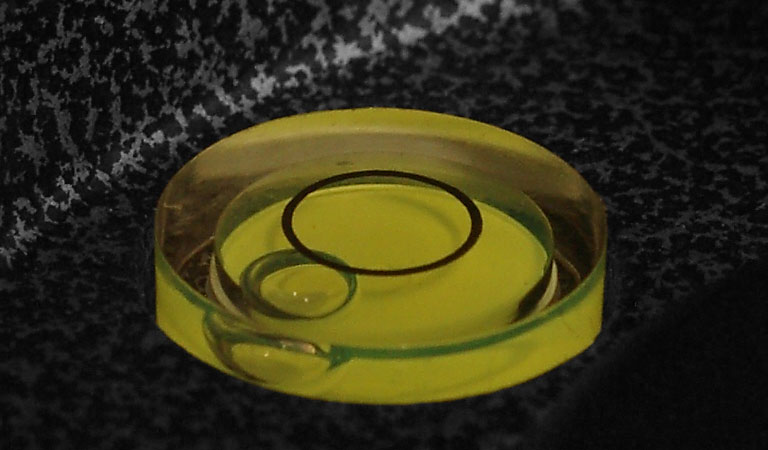
doosniveau

Een doosniveau is een waterpasje, een cilindertje gevuld met antivries en een luchtbel, de libel genoemd. Op de bovenzijde zijn een of meer cirkels afgedrukt. Als men de luchtbel inspeelt, dat wil zeggen dat men deze binnen de daarvoor aangebrachte cirkel brengt, is het doosniveau horizontaal. Omdat de nauwkeurigheid in horizontaalstellen minder is dan bij een gewone waterpas wordt het toestel gebruikt om snel, maar bij benadering horizontaal te stellen.